# لامار جرير
لامار جرير (بالإنجليزية: LaMarr Greer)‏ مواليد 16 مايو 1976 في نيوجيرسي، هو لاعب كرة سلة أمريكي معتزل. بدأ مسيرته الاحترافية في سنة 1998. حمل الرقم 8. يبلغ طوله 6 قدم 5 بوصة (2.0 م). اعتزل اللعب في 2013.

## المسيرة الاحترافية
لعب مع باسكت نابولي في سنة 2001، ثم لعب مع نادي يونيكس قازان لكرة السلة في موسم 2003–2004، ثم لعب مع نادي أولمبيا لاريسا لكرة السلة في موسم 2007–2008.

## روابط خارجية
- لامار جرير على موقع كرة السلة الأوروبية.كوم (الإنجليزية)
- لامار جرير على موقع كلية كرة السلة في سبورتس رفرنس.كوم (الإنجليزية)
- لامار جرير على موقع ريلجم (الإنجليزية)
- لامار جرير على موقع بروبوليرز (الإنجليزية)
- لامار جرير على موقع سبورتس رفرنس (الإنجليزية)